# Gerhard Lusenti
Gerhard Lusenti (Zürich, 1921. április 24. – 1996. június) svájci labdarúgóhátvéd.